# Okrožno sodišče v Novem mestu
Okrožno sodišče v Novem mestu je okrožno sodišče Republike Slovenije s sedežem v Novem mestu, ki spada pod Višje sodišče v Ljubljani. 
Pod to okrožno sodišče spadajo naslednja okrajna sodišča:
- Okrajno sodišče v Novem mestu
- Okrajno sodišče v Trebnjem
- Okrajno sodišče v Črnomlju